# الدوري البلغاري الممتاز 1958
الدوري البلغاري الممتاز 1958 (بالبلغارية: „А“ група 1958)‏ هو الموسم 34 من الدوري البلغاري الممتاز. أقيم خلال الفترة 8 مارس 1958 وحتى 6 يوليو 1958، وأشرف على تنظيمه اتحاد بلغاريا لكرة القدم، وكان عدد الأندية المشاركة فيه 12، وفاز فيه سسكا صوفيا.